# Manaslu
Manaslu (Nepalí: मनास्लु), también conocido como Kutang) es la octava montaña más alta del mundo y está situada en el macizo Mansiri Himal, parte del Himalaya en la zona centroccidental de Nepal. Su nombre, que significa “Montaña de los Espíritus”, proviene de la acepción del sánscrito Manasa, cuyo significado es “intelecto” o “alma”. El Manaslu fue ascendido por primera vez el 9 de mayo de 1956 por Toshio Imanishi y Gyalzen Norbu, miembros de una expedición japonesa. Se comenta que “lo mismo que los ingleses consideran el Everest su montaña particular, el Manaslu ha sido siempre considerada la montaña japonesa”.
El Manaslu, con 8163 m sobre el nivel del mar, es la montaña más alta del Distrito Lamjung y está situada a unos 70 kilómetros al este del Annapurna. Sus largas aristas y valles glaciares ofrecen aproximaciones accesibles desde todas las direcciones y culmina en un pico que corona abruptamente el paisaje circundante, creando una silueta muy prominente vista desde la lejanía.
La región del Manaslu ofrece una gran variedad de opciones de senderismo. La ruta más popular de acercamiento, de 177 kilómetros de longitud, rodea el macizo del Manaslu en el camino hacia el Annapurna. El gobierno nepalí solo permitió circular por esta ruta de senderismo desde 1991. La ruta sigue un antiguo camino de comercio de sal que discurre a lo largo del río Budhi Gandaki. A lo largo de la ruta, 10 picos de más de 6500 m s. n. m. de altitud coronan el paisaje, incluyendo algún otro por encima de los 7000 m s. n. m. El punto más alto de este camino se alcanza en el collado Larkya La, con una elevación de 5106 m s. n. m. En mayo de 2008, la montaña había sido ascendida en 297 ocasiones, con un total de 53 accidentes mortales.
El parque nacional del Manaslu ha sido fundado con el objetivo primordial de conservar y obtener un desarrollo sostenible en el área que lo delimita, que incluye el macizo y el pico que lleva su nombre.

## General
El Manaslu está situado en el Distrito Gorkha de Nepal, dentro del sector norte de la cordillera del Himalaya. Las tres vertientes de la montaña descienden en terrazas hacia los valles, las cuales están dispersamente habitadas por nativos dedicados a sus tareas agrícolas. Al margen de la escalada, el senderismo es muy popular en esta zona concreta de la “ruta del Manaslu”, uno de los caminos más populares usados por los senderistas en Nepal.
El Área de Conservación del Manaslu, declarado como tal en diciembre de 1998 en virtud de la Ley de Parques Nacionales y Conservación de la Vida Salvaje, incluye dentro de ella al Manaslu como montaña. El área cubierta por la zona protegida es de 1663 kilómetros cuadrados y está administrada por el Fondo Nacional para la Conservación de la Naturaleza (NTNC) de Nepal. El estatus de "zona de conservación" aplicado a la región del Manaslu tiene como objetivo básico "Conservar y hacer una gestión sostenible de los recursos naturales y de un rico patrimonio cultural, promover el ecoturismo y mejorar los medios de subsistencia de la población local en la región del ACM".
La ruta Manaslu Himal, como se le conoce popularmente entre los excursionistas, ofrece vistas de las montañas nevadas de la cordillera del Himalaya y permite una estrecha interacción con los diferentes grupos étnicos que viven en aldeas de las colinas dispersas a lo largo de la ruta del senderismo.
La ruta de senderismo discurre a través de terrenos montañosos propensos a las consecuencias de las lluvias del monzón, con deslizamientos de tierra y desprendimientos. Los encuentros con los yaks que discurren por los caminos, los efectos de la hipotermia y del mal de altura, son comunes. Hacer senderismo en la zona del Manaslu es, pues, una ardua prueba de resistencia.

## Geografía

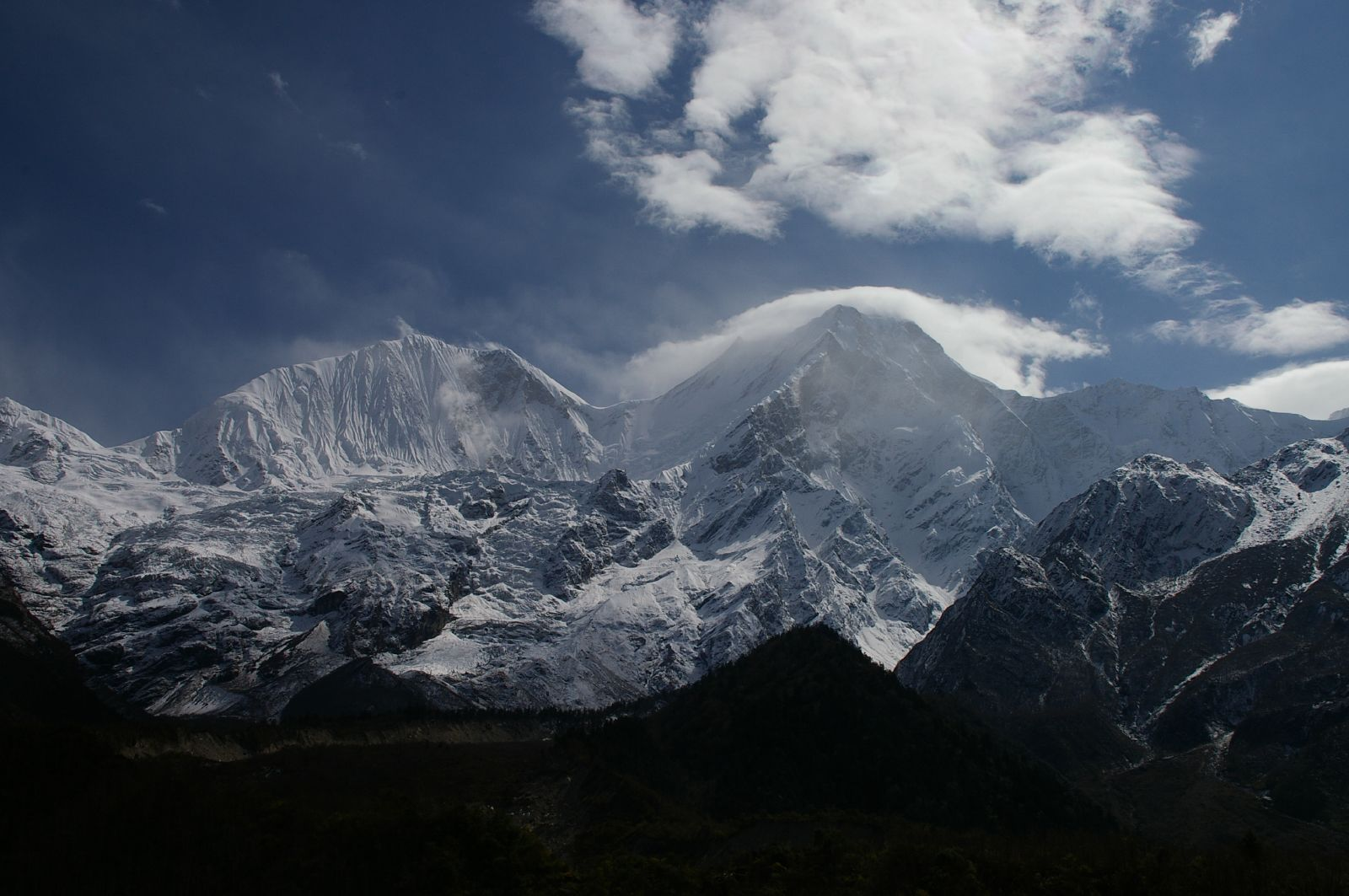

La región denominada Área de Conservación del Manaslu comprende desde colinas subtropicales áridas del Himalaya a pastos árticos de altura, fundamentalmente en el área norte colindante con el Tíbet. A partir de Arughat, y discurriendo hacia el collado Larkhe La, la zona abarca seis zonas climáticas: la zona tropical y subtropical, donde la altitud varía entre 600-2000 metros; la zona templada (dentro del rango de elevación de 2000-3000 metros); la zona subalpina de 3000 a 4000 metros; los prados de la zona alpina, a una altitud de 4000-5000 metros y la zona ártica (situada por encima de 4500 metros). Las zonas climáticas varían con la altitud desde unos 600 metros en la zona tropical hasta los 8156 metros del clima ártico en la cumbre del Manaslu.
El Manaslu es conocido en tibetano como "Kutan l", siendo "tang" el término tibetano que designa una meseta elevada o altiplano. Se trata de un pico muy grande con una elevación de 8156 metros, (la octava montaña más alta del mundo). En vista de su topografía favorable de crestas largas y valles glaciares, el Manaslu ofrece varias rutas de interés para los montañeros. Algunos picos importantes que rodean al Manaslu incluyen el Ngadi Chuli, Himalchuli y Baudha. Un collado conocido como Larkya La, al norte, con una elevación de 5106 metros. La cima está limitada al este por el Ganesh Himal y el desfiladero del río Buri Gandaki, al oeste por las grietas profundas de Marysyangdi Khola, con su serie de colinas en dirección al Annapurna y al sur, a una distancia aérea de 48 kilómetros hasta la cumbre, se encuentra la ciudad de Gorkha (desde donde operan los senderistas durante la temporada de escalada). Hay establecidas seis rutas de ascensión hasta la cima, siendo la más complicada para la escalada la del acceso por la cara sur.
Clima
El límite de nieves perpetuas se sitúa por encima de 5000 metros de altitud sobre el nivel del mar. Las precipitaciones en la zona es a la vez de nevadas y de lluvias, siendo la media anual de unos 1900 milímetros, sobre todo acumulada durante el período de los monzones, que se extiende desde junio a septiembre. Las temperaturas en la zona también varían ampliamente a lo largo de toda las zonas climáticas: en el área subtropical, las temperaturas medias de verano e invierno varían en el rango de 31-34 °C y 13.8 °C, respectivamente; en la zona climática templada, las temperaturas de verano son 22-25 °C y las invernales oscilan de -2 -6 °C cuando la nieve y las heladas son también frecuentes; en la zona subalpina, se suceden frecuentemente las nevadas desde diciembre a mayo y la temperatura media anual es de 6-10 °C. La zona ártica es distinta y se inscribe en la línea de nieves perpetuas; allí, las temperaturas se encuentran constantemente muy por debajo 0 °C grados.

## Picos principales

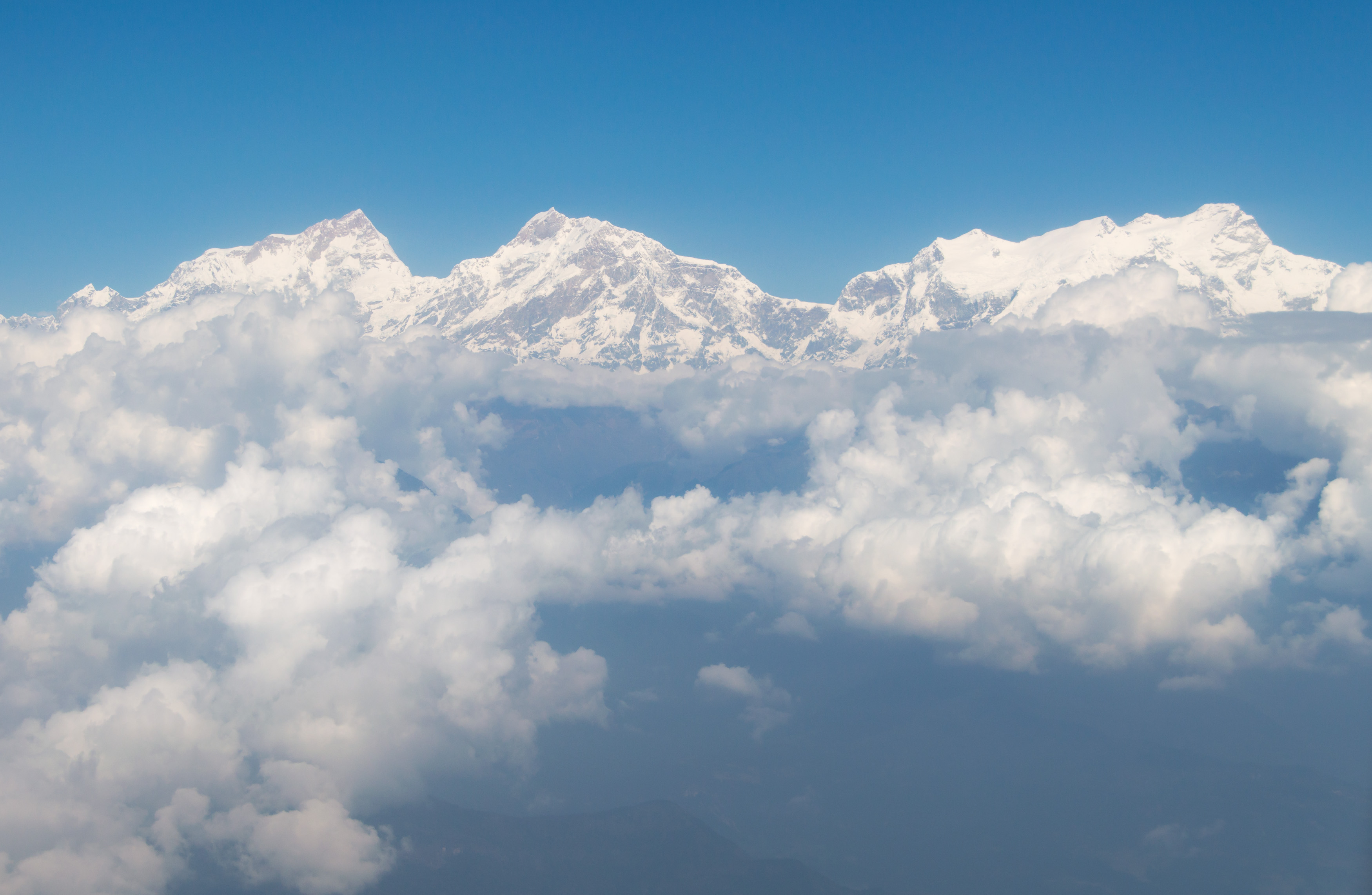
Los principales picos del macizo Mansiri Himal (de izquierda a derecha) son el Manaslu, Ngadi Chuli e Himalchuli.

Entre las más importantes cumbres sobresalen, el Himalchuli (7893 m s. n. m.), Ngadi Chuli (7871 m s. n. m.), Shringi (7187 m s. n. m.), Langpo (6668 m s. n. m.) y Saula (6235 m s. n. m.).
Fauna
A diferencia de muchas otras regiones, este valle es un santuario para muchos animales en peligro de extinción, incluyendo leopardos de las nieves y pandas. Otros mamíferos son el lince, el oso negro del Himalaya, el lobo gris, el dhole o perro salvaje de la India, el mono de Assam, el ciervo almizclero del Himalaya, la oveja azul. Se han registrado más de 110 especies de aves, 33 mamíferos, 11 mariposas y 3 reptiles. La conservación de la vida salvaje en esta área se ha logrado porque los monjes de los monasterios vienen imponiendo una prohibición de caza en el lugar desde hace bastante tiempo. Esta acción ha ayudado a que prospere la vida salvaje. El área es ahora un hábitat importante de refugio para el leopardo de las nieves, el lobo gris o el ciervo almizclero, entre otras muchas especies.
Vegetación
Tres tipos principales de vegetación se pueden identificar en esta zona. Estas se clasifican, en función de la elevación, como de baja altitud, de montaña media y de alta montaña, con tipos exclusivos de bosques dominantes y otras especies asociadas. Los tipos de vegetación, sin embargo, tienden a superponerse en algunos lugares. Dependiendo del microclima, en las zonas adyacentes existen áreas concretas donde se superponen diferentes pisos climáticos en la vegetación. Sin embargo, los distintos tipos de bosques están bastante bien definidos. La flora, dividida en pisos, tampoco muestra mucha variación. La cuenca del valle tiene una rica diversidad e incluye diecinueve tipos diferentes de bosques con árboles concretos, siendo los más extendidos los de rododendro, el pino azul del Himalaya, flanqueado por Ganesh Himal y los macizos Sringi. Diferentes hierbas medicinales y plantas aromáticas se pueden encontrar en los distintos tipos de bosques y junto a la vegetación colindante. En general, se han registrado con cierta claridad en toda la zona la presencia de 19 tipos de bosques y otras formas de vegetación dominante. Se estima que en conjunto unas 1500-2000 especies de plantas crecen aquí.

## Aves
Un total de 110 especies de aves han sido identificadas en la zona del Manaslu, entre ellas el águila real, el buitre leonado, el buitre leonado del Himalaya, diferentes tipos de faisanes, destacando el faisán de cuernos carmesí del Himalaya.

## Grupos étnicos
Hay dos etnias que habitan principalmente la región: Nubri y Tsum. La cuenca del río en Chhikur divide estos dos dominios étnicos. Mientras los Nubri han sido visitados con frecuencia después de que Nepal se abrió al turismo en 1950, los Tsum todavía conservan mucho de su cultura, arte y costumbres tradicionales. En las colinas centrales de la región, los Gurung es el principal grupo étnico que se ha unido en gran medida al ejército Gurkha. Más cerca de Tíbet, los Bhutia (también escrito Bhotias), similar a los Sherpa, de la etnia tibetana, dominan la zona como se puede discernir de sus casas de techos planos, profesando en su mayoría la religión budista. La región está salpicada de monumentos religiosos tradicionales. La fe basada en el principio de la no violencia y la compasión hacia todos los seres vivos ha permitido la conservación de la riqueza y diversidad de la fauna en la región.

## Historia

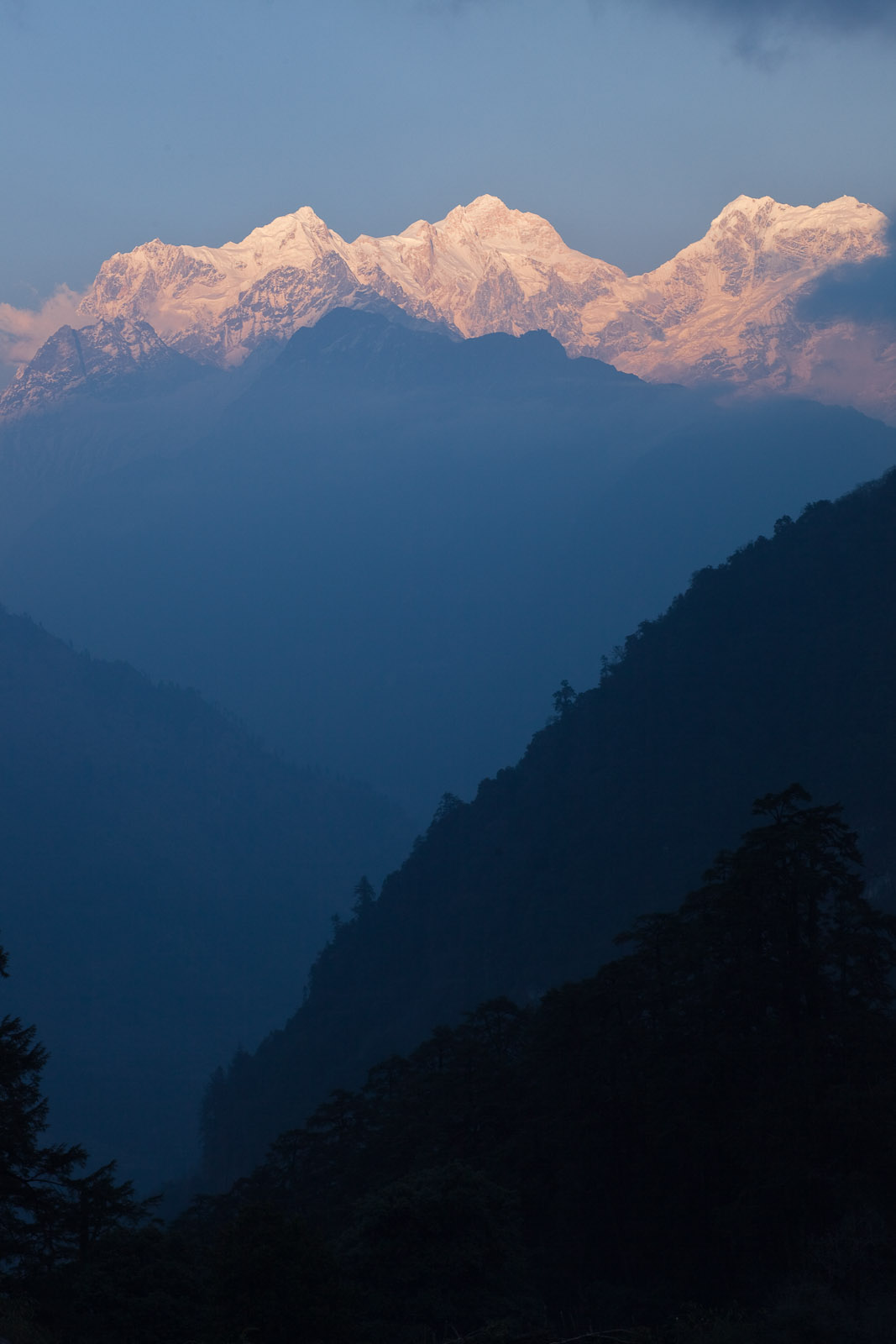
Manaslu visto desde el poblado de Timang

### Década de 1950
En 1950, H.W. Tilman fue el primer europeo en liderar una expedición a la cordillera del Annapurna con un pequeño grupo de cinco compatriotas. Caminaron a pie desde el valle de Katmandú (seis días de caminata), y usaron Manang como su campamento base para empezar a explorar las sierras, picos y valles del macizo de Annapurna. Durante esta exploración, mientras hacían un reconocimiento de las partes altas de Dudh Khola, vieron claramente el Manaslu desde Bumtang. Tres meses más tarde, después de su ascenso abortado del Annapurna IV, Tilman, acompañado por el Mayor J.O.M. Roberts, hizo una caminata al collado de Larkya La y desde allí vio el Manaslu y su meseta y llegó a la conclusión de que en esa dirección había una ruta directa a la cumbre, aunque no hicieron ningún intento de escalada.
Después de la visita de reconocimiento de Tilman, hubo cuatro expediciones japonesas entre 1950 y 1955 que exploraron la posibilidad de escalar el Manaslu por las caras norte y este.
En 1952, un grupo de reconocimiento japonés visitó la zona después de la temporada del monzón. Al año siguiente, 1953, un equipo de 15 escaladores liderados por Y. Mita, después de establecer el campamento base en Samagaon, intentó escalar por la vertiente este, pero no pudo llegar hasta la cumbre. En este primer intento por parte de un equipo japonés por acceder a la cumbre por la cara noreste, tres escaladores alcanzaron una altura de 7750 metros, antes de regresar.
En 1954, un equipo japonés se acercó al Manaslu a través de la ruta Buri Gandaki, enfrentándose a un grupo hostil de aldeanos en el campamento Samagaon. Los aldeanos pensaron que las expediciones anteriores habían disgustado a los dioses, provocando avalanchas que destruyeron el monasterio Pung-Gyen y la muerte de 18 personas. Como resultado de esta hostilidad, el equipo japonés hizo una rápida retirada hasta Ganesh Himal.
Para apaciguar el rencor y resentimiento locales, se hizo una gran donación para reconstruir el monasterio. Sin embargo, este acto filantrópico no alivió la atmósfera de desconfianza y hostilidad hacia las expediciones japonesas. Incluso la expedición en 1956, que ascendió con éxito la montaña, se tuvo que enfrentar a esta situación de hostilidad y como resultado de la misma, la próxima expedición japonesa solo se llevó a cabo mucho más tarde, en 1971.
Los escaladores Toshio Imanishi (Japón) y el sherpa Gyaltsen Norbu hicieron la primera ascensión al Manaslu el 9 de mayo de 1956. El equipo fue dirigido por Yuko Maki, también conocido como Aritsune Maki.
En 1956, David Snellgrove, un erudito de la cultura tibetana y de su religión, realizó una estancia de siete meses en la zona medio oeste y central de Nepal. La ruta que siguió, acompañado de tres nativos de la región, fue a través de Bumtang y del río Buri Gandaki, cruzando el collado de Larkya La.

### Década de 1970
La próxima ascensión con éxito a la cumbre del Manaslu fue en 1971. El 17 de mayo de ese año, Kazuharu Kohara y Motoki, parte de un equipo japonés de 11 hombres, llegaron a la cima a través del espolón noroeste. También en 1971, Kim Ho-Sup lideró un intento de escalada de coreanos a través de la cara noreste. Desgraciadamente, Kim Ki-Sup se cayó muriendo el 4 de mayo. En 1972, la cara suroeste fue escalada por primera vez por una expedición austriaca dirigida por Wolfgang Nairz.
En 1972, solamente un grupo de coreanos intentó la escalada a través de la vertiente noreste. El 10 de abril, un alud sepultó su campamento a 6500 metros, matando a 15 escaladores, incluyendo 10 sherpas y al líder de la expedición coreana Kim Ho-Sup, así como a Kazunari Yasuhisa de Japón. En 1972, una expedición austriaca dirigida por Wolfgang Nairz hizo la primera ascensión por la cara SW. El 22 de abril de 1973, Gerhard Schmatz, Sigi Hupfauer y un escalador sherpa alcanzaron la cumbre por la cara noreste. El mismo año, una expedición española dirigida por Jaume García Orts pudo llegar solo a 6100 metros de altitud. La primera expedición japonesa femenina dirigida por Kyoko Sato tuvo éxito en la escalada, cuando el 4 de mayo de 1974 todos los miembros llegaron a la cima después de un intento fallido por la ruta oriental. Este hecho tuvo una relevancia extraordinaria a nivel mundial, pues fue el primer equipo de mujeres (Naoko Nakaseko, Masako Uchida, Mieko Mori) junto con el sherpa Jambu que consiguió subir el primer 8000 en la Historia. Sin embargo, una escaladora murió el 5 de mayo cuando cayó accidentalmente desde algún punto situado entre los campos 4 y 5.Al año siguiente, 1975, la expedición Castellana al Manaslu consiguió llevar a dos de sus miembros Jerónimo López y Gerando Blázquez a la cima. Convirtiéndose en la primera ascensión española a una montaña de más de 8000 metros. 

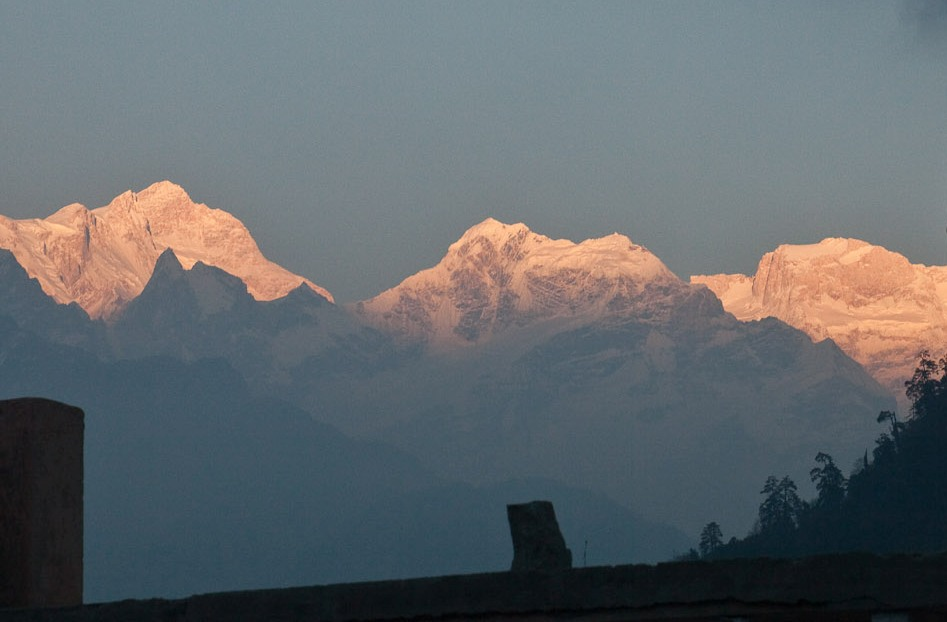
Manaslu (izquierda), Thulagi (en medio), Ngadi Chuli (Pico 29, derecha)

### Década de 1980
En el período premonzónico de 1980, un equipo de Corea del Sur liderado por Li En Jung llegó a la cumbre por la vía normal, siendo la octava ascensión a la cumbre. Durante 1981 hubo varias expediciones: el mayor contingente de 13 escaladores de un equipo organizado por el Sport-Eiselin de Zúrich, dirigido por H.V. Kaenel, llegó a la cumbre por la ruta normal; en otoño, montañeros franceses abrieron una nueva ruta, una variante de la ruta de la cara oeste; y un equipo japonés, dirigido por Y. Kato, realizó una ascensión por la ruta normal. En 1983, dos escaladores de Yugoslavia, tratando de subir a la cima por la cara sur, murieron enterrados bajo una avalancha. Un equipo de Corea llegó a la cima en el otoño del mismo año. Un equipo alemán dirigido por G. Harter tuvo un extraordinario éxito escalando el pico por la cara sur, siguiendo a la "ruta tirolesa de 1972".
Durante el invierno de 1983-1984, un equipo polaco dirigido por L. Korniszewski ascendió con éxito por la Ruta del Tirol. En la temporada de la primavera de 1984, un equipo yugoslavo dirigido por A. Kunaver escaló el pico por la cara sur. Durante ese mismo año, en otoño, equipos polacos subieron por la arista sur y la cara sureste.
El 12 de enero de 1984, Maciej Berbeka y Ryszard Gajewski, de una expedición polaca, hicieron la primera ascensión invernal, a través de la ruta normal, y lo hicieron sin oxígeno suplementario.
El 10 de noviembre de 1986, Jerzy Kukuczka y Artur Hajzer llegaron a la cima a través de una nueva ruta, en estilo alpino, sin oxígeno suplementario. Antes, tanto Kukuczka y Hajzer, y Carlos Carsolio habían realizado con éxito la primera ascensión de la cumbre por la vertiente este del Manaslu.
En 1986, un equipo mixto de escaladores de Polonia y México, dirigido por Kukuczka, abrió una nueva ruta por la arista este, descendiendo a través de la cara noreste.

### Década de 1990
El 2 de mayo de 1993, los austríacos Sepp Brunner, Gerhard Flossmann, Sepp Hinding y el Dr. Michael Leuprecht alcanzaron la cumbre por la vía normal, descendiendo con esquíes desde los 7000 metros hasta el campo base. La expedición austriaca fue dirigido por Arthur Haid. El 8 de diciembre de 1995, Anatoli Boukreev coronó el Manaslu con la Segunda Expedición de Kazajistán al Himalaya. El 12 de mayo de 1996, Carlos Carsolio y su hermano menor, Alfredo, alcanzaron la cima del Manaslu. Para Carsolio fue su decimocuarto y último ochomil, convirtiéndose en la cuarta persona en la historia en conseguir todas las cumbres y el más joven en lograr la hazaña. En 1997, Charlie Mace hizo el primer ascenso de Estados Unidos.

### Década de 2000
Durante la primavera de 2000, hubo cuatro expediciones al Manaslu. Una de las escaladas fue a través de la cara este por la Expedición Japón 2000 dirigida por Yoshio Maruyama. Las otras tres estaban en la arista noreste: la ETB 2000, Expedición de España dirigida por Félix María I. Iriate; la Expedición 2000 de Corea al Manaslu, encabezada por Han Wang Yong; y la Expedición 2000 al Manaslu de Italia dirigida por Franco Brunello. El 22 de mayo de 2001, un equipo de tres miembros de Expedición Himalayista de Ucrania, compuesta por Serguiy Kovalov, Vadim Leontiev y Vladislav Terzyul hicieron cumbre con éxito al Manaslu por la cara sureste; ascendiendo todos sin ayuda de oxígeno. Durante el otoño de 2001, concretamente el 9 de octubre, tres miembros y un sherpa de la Federación Alpina de Trabajadores del Japón escalaron el pico por la cara noreste.

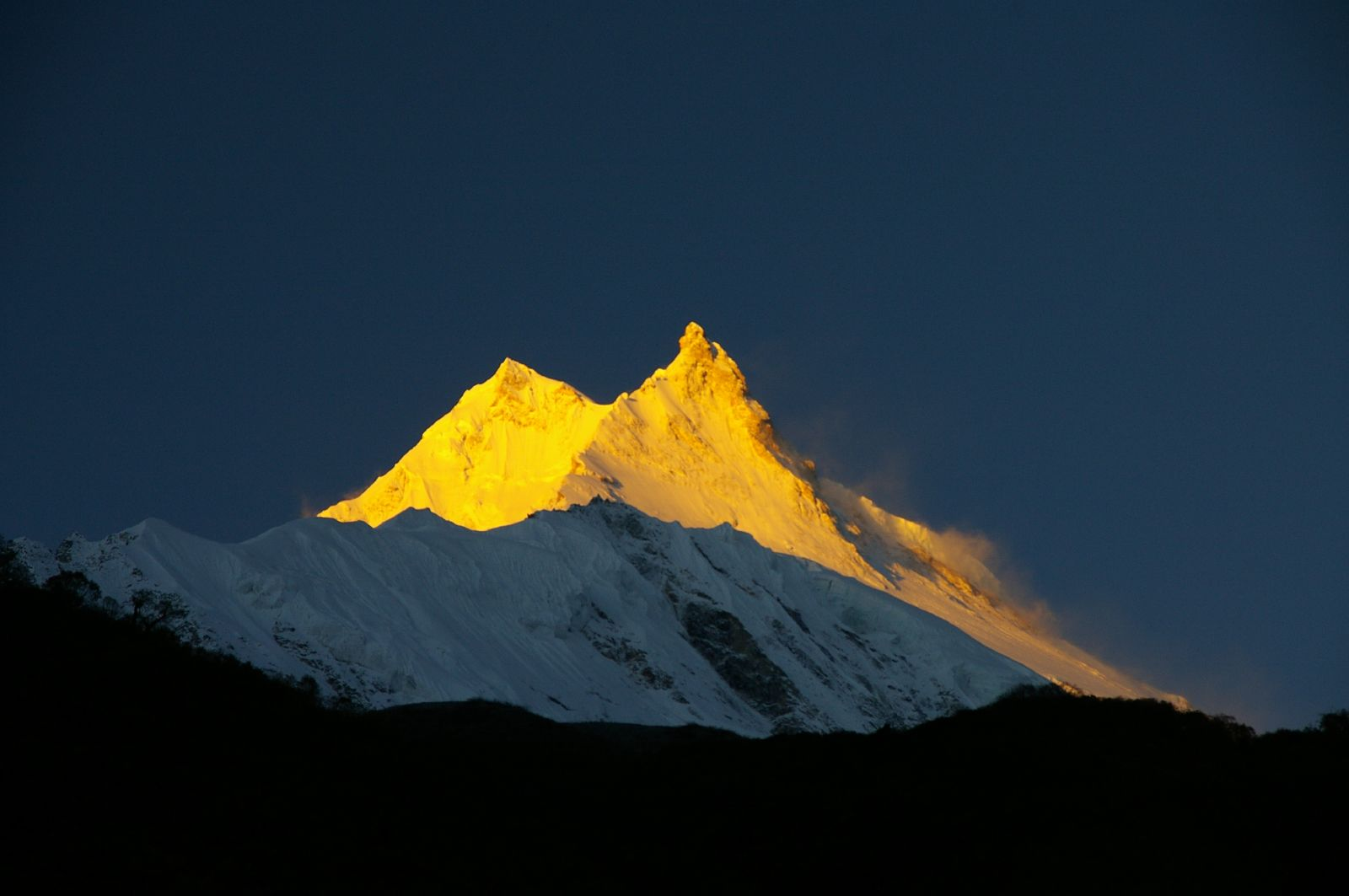
El Manaslu visto al atardecer, antes de la puesta de sol

El 13 de mayo de 2002, cinco americanos, Tom Fitzsimmons, Jerome Delvin, Michael McGuffin, Dan Percival y Brian Sato, acompañados por dos sherpas llegaron a la cumbre.
Piotr Pustelnik y Krzysztof Tarasewicz ascendieron al Manaslu el 17 de mayo de 2003. Sin embargo, Dariusz Zaluski, Anna Czerwinska y Barbara Drousek, quienes iniciaron el ascenso después de Piotr y Krzysztof, tuvieron que dar marcha atrás debido a los fuertes vientos y al mal tiempo. Con este ascenso el polaco Pustelnik había coronado 12 de los 14 picos más altos del mundo (excluyendo el Broad Peak y el Annapurna).
El 29 de mayo de 2006, el alpinista australiano Sue Fear murió después de caer en una grieta durante su descenso después de alcanzar la cumbre. En 2008, Valerie Parkinson fue la primera mujer británica en subir el Manaslu.

### Década de 2010
En 2011 Arjun Vajpai, un joven alpinista indio coronó la cumbre el 5 de octubre de 2011 y se convirtió en el escalador más joven del mundo que ha alcanzado la cima del Manaslu, a la edad de 18 años.
Once alpinistas murieron debido a una avalancha el 23 de septiembre de 2012.
El legendario alpinista Mariano Galván en conjunto a Alberto Zerain en octubre del 2016 ascienden sin oxígeno suplementario y sin Sherpas de altura.
En 2019 un estudio desveló que en buena parte de los casos la ascensión al Manaslu no había llegado a la cima "verdadera", al no completar la última sección de la arista cimera.

### Década de 2020
El 27 de septiembre de 2021, Mingma Gyalje Sherpa (llamado Mingma G) asciende a la "verdadera" cima del Manaslu.
En septiembre de 2022 Hilaree Nelson fallece al bajar esquiando del Manaslu.
El 6 de enero de 2023, el montañero español Alex Txikon y un equipo de sherpas alcanza por primera vez la verdadera cima del Manaslu en invierno.

### Peligros y accidentes
Tradicionalmente, la "primavera" o temporada  premonzónica es la menos peligrosa para evitar el mal tiempo, la nieve y los aludes. El Manaslu es uno de los ochomiles más arriesgados de escalar: en mayo de 2008, se habían registrado 297 ascensiones con éxito al Manaslu y 53 muertes de alpinistas en la montaña, por lo que es el cuarto pico de más de 8000 m. más peligroso, detrás del Annapurna, Nanga Parbat y el K2.

## Proyectos de desarrollo de la zona
Bajo fondos de préstamos proporcionados por el Banco Asiático de Desarrollo, el gobierno de Nepal tiene un plan de infraestructuras, conocido como "Proyecto de Desarrollo Ecoturista del Manaslu", en fase de ejecución. El objetivo es mejorar la capacidad del área de Manaslu para apoyar el turismo de una manera ambientalmente sostenible.